# 青潮文化論
青潮文化論（あおしおぶんかろん）は、対馬暖流（対馬海流）の存在を日本文化形成の大きな要因とみる日本文化論の立場。1980年代の中頃、市川健夫によって対馬海流を青潮と呼びながら提唱された。

## 概要
黒潮（日本海流）の分流であるゆえ、黒潮同様に透明度が高く、漆黒（濃紺）の深い色合いをなす海流である。高温なため、冬の北西季節風と邂逅して日本海岸各地に多量の雪を降らせ、日本文化の基底を形成する重要な因子となってきた。青潮流域には、青潮岳（鹿児島県下甑島）、青潮の里（長崎県対馬）など、この海流が語源となって命名された古くからの地名や文物がある。
青潮（対馬暖流）流量では黒潮に遠く及ばないものの、日本海沿岸を北海道まで北上するその流域において、黒潮以上に日本に温暖湿潤な影響を強く与えてきた。また、その水温の高さゆえに、冬の北西季節風と邂逅して日本海岸各地に多量の雪を降らせ、稲作地域を形成させる要因ともなった。さらには、狭い対馬海峡部を通過することにより、朝鮮半島および中国本土からの文化的要素を伝える推進力ともなってきた。これらは黒潮にはみられない青潮固有の側面であり、それを重く評価しようとするのが青潮文化論といえる。